# Marcus Maier
Marcus Maier (Vienna, 18 dicembre 1995) è un calciatore austriaco, centrocampista del Floridsdorfer.

## Caratteristiche tecniche
È un mediano.

## Carriera
Cresciuto nelle giovanili dell'Admira Wacker M., ha esordito in prima squadra il 2 agosto 2014 in occasione del match pareggiato 1-1 contro il Rapid Vienna.

## Statistiche

### Presenze e reti nei club
Statistiche aggiornate al 6 gennaio 2017.
| Stagione        | Squadra             | Campionato      | Campionato | Campionato | Coppe nazionali | Coppe nazionali | Coppe nazionali | Coppe continentali | Coppe continentali | Coppe continentali | Altre coppe | Altre coppe | Altre coppe | Totale | Totale | Totale |
| Stagione        | Squadra             | Comp            | Pres       | Reti       | Comp            | Pres            | Reti            | Comp               | Pres               | Reti               | Comp        | Pres        | Reti        | Pres   | Reti   |        |
| --------------- | ------------------- | --------------- | ---------- | ---------- | --------------- | --------------- | --------------- | ------------------ | ------------------ | ------------------ | ----------- | ----------- | ----------- | ------ | ------ | ------ |
| 2012-2013       | Admira Wacker M. II | RL              | 8          | 0          |                 | -               | -               |                    | -                  | -                  |             | -           | -           | 8      | 0      |        |
| 2013-2014       | Admira Wacker M. II | RL              | 22         | 0          |                 | -               | -               |                    | -                  | -                  |             | -           | -           | 22     | 0      |        |
| 2014-2015       | Admira Wacker M. II | RL              | 20         | 0          |                 | -               | -               |                    | -                  | -                  |             | -           | -           | 20     | 0      |        |
| 2015-2016       | Admira Wacker M. II | RL              | 10         | 0          |                 | -               | -               |                    | -                  | -                  |             | -           | -           | 10     | 0      |        |
| 2016-2017       | Admira Wacker M. II | RL              | 8          | 1          |                 | -               | -               |                    | -                  | -                  |             | -           | -           | 8      | 1      |        |
| 2014-2015       | Admira Wacker M.    | BL              | 3          | 0          | CA              | 0               | 0               |                    | -                  | -                  |             | -           | -           | 3      | 0      |        |
| 2015-2016       | Admira Wacker M.    | BL              | 3          | 0          | CA              | 1               | 0               |                    | -                  | -                  |             | -           | -           | 4      | 0      |        |
| 2016-2017       | Admira Wacker M.    | BL              | 4          | 0          | CA              | 1               | 0               | UEL                | 0                  | 0                  |             | -           | -           | 5      | 0      |        |
| 2017-2018       | Admira Wacker M.    | BL              | 17         | 0          | CA              | 1               | 0               |                    | -                  | -                  |             | -           | -           | 18     | 0      |        |
| Totale carriera | Totale carriera     | Totale carriera | 95         | 1          |                 | 3               | 0               |                    | 0                  | 0                  |             | -           | -           | 98     | 1      |        |